# Divan des rois d'Abkhazie

Le Divan des rois d’Abkhazie (en géorgien : აფხაზთა მეფეთა დივანი, Ap’xazta mep’eta divan’i), parfois nommé de manière quelque peu impropre  Chroniques des rois d'Abkhazie, est un court document médiéval écrit en géorgien qui est daté de la fin du Xe ou du début du XIe siècle.

## Origine
Le Divan des rois d’Abkhazie est parvenu jusqu’à nous par le biais d’un fragment d’une ancienne Histoire d’Abkhazie éditée par le Patriarche Dosithée II de Jérusalem à partir d’une copie réalisée sous le règne du roi Constantin Ier de Géorgie au début du  XVe siècle. Le texte a été publié en géorgien, en anglais, en russe et en français.
La source est un document attribué au premier roi de la Géorgie unifiée, Bagrat III de Géorgie, qui avait recueilli la succession du royaume d’Abkhazie en 978. Ce document est un manifeste établi par Bagrat III, représentant de la nouvelle dynastie des Bagratides, pour fonder ses droits sur l’Abkhazie qui lui venaient de sa lignée maternelle.

## Liste des rois d’Abkhazie selon leDivan
Le Divan établit une liste de 21 règnes successifs, d’Anos à  Bagrat III de Géorgie ; il désigne chaque souverain sous le nom de roi (en géorgien : mepe), bien que jusque vers 780/790 les princes d’Abkhazie étaient des archontes sous l’autorité de l’Empire byzantin.
Le texte donne également les relations familiales entre les souverains et la durée des règnes des dix derniers rois. On constate que dans cette liste :
- le duc impérial des Abkhazes Léon Ier d'Abkhazie[1] (oncle de Léon II d'Abkhazie) et son fils, un certain Démètre, connus par ailleurs mais qui n’appartiennent donc pas à la lignée ancestrale de Bagrat III, sont occultés ;
- les deux rois de la famille Schavliani, dont la durée totale des règnes est estimée à 10 ans par Cyrille Toumanoff[2], sont omis parce qu’ils sont considérés comme des usurpateurs ;
- le prétendant Bagrat Anchabadzé, le Bagrat II des historiens modernes, en est aussi exclu.

Les dates des règnes de nombreux souverains restent conjecturales. Dans la liste suivante, les  noms sont donnés dans leur translittération originale. Les dates sont celles proposées dans les travaux de Cyrille Toumanoff mais prennent en compte les mises à jour d’autres historiens modernes.
- Anos (en géorgien : ანოს)[3] (vers 450);
- Ghozar (ღოზარ), son fils (vers 470);
- Istvine (ისტვინე), son fils ;
- Phiniktios (ფინიქტიოს), son fils ;
- Barnouk (ბარნუკ), son fils (vers 529-562)[4] ;
- Dimitri Ier (დიმიტრი), son fils (vers 641-668) ;
- Theodos Ier (თეოდოს), son fils (vers 660) ;
- Konstanti Ier (კონსტანტი), son fils (vers 700) ;
- Theodor (თეოდორ), son fils (mort vers 770/780) ;
- Konstanti II (კონსტანტი), son fils (mort vers 780) ;
- Leon II (ლეონ), son frère, qui règne 45 ans comme duc et roi des Abkhazes (vers 782-827) ;
- Theodos II (თეოდოს), qui règne 27 ans (vers 828-855) ;
- Dimitri II (დიმიტრი), son frère, qui règne 26/36 ans (vers 855-864) ;
- Giorgi Ier Aghts’epeli (გიორგი აღწეფელი), leur frère (vers 864-871) ;
- Bagrat Ier (ბაგრატ), fils de Dimitri, qui règne 12 ans (vers 882-894) ;
- Konstanti III (კონსტანტი), son fils, qui règne 39 ans (vers 894-923) ;
- Giorgi II (გიორგი), son fils, qui règne 45 ans (vers 923-957) ;
- Leon III (ლეონ), son fils, qui règne 10 ans (vers 957-967) ;
- Dimitri III (დიმიტრი), son frère, qui règne 8 ans (vers 967-975) ;
- Theodos III Brma  (თეოდოს ბრმა), son frère, qui règne 3 ans (vers 975-978) ;
- Bagrat III (ბაგრატ) (978-1014).